# جائزة نيوزيلندا الكبرى 1968
جائزة نيوزيلندا الكبرى 1968 هو سباق فورمولا 1 أقيم بتاريخ 6 يناير 1968 في نيوزيلندا.